# Котюржинці (Шепетівський район)
Котю́ржинці — село в Україні, у Полонській міській громаді Шепетівського району Хмельницької області. Населення становить 270 осіб.

## Географія

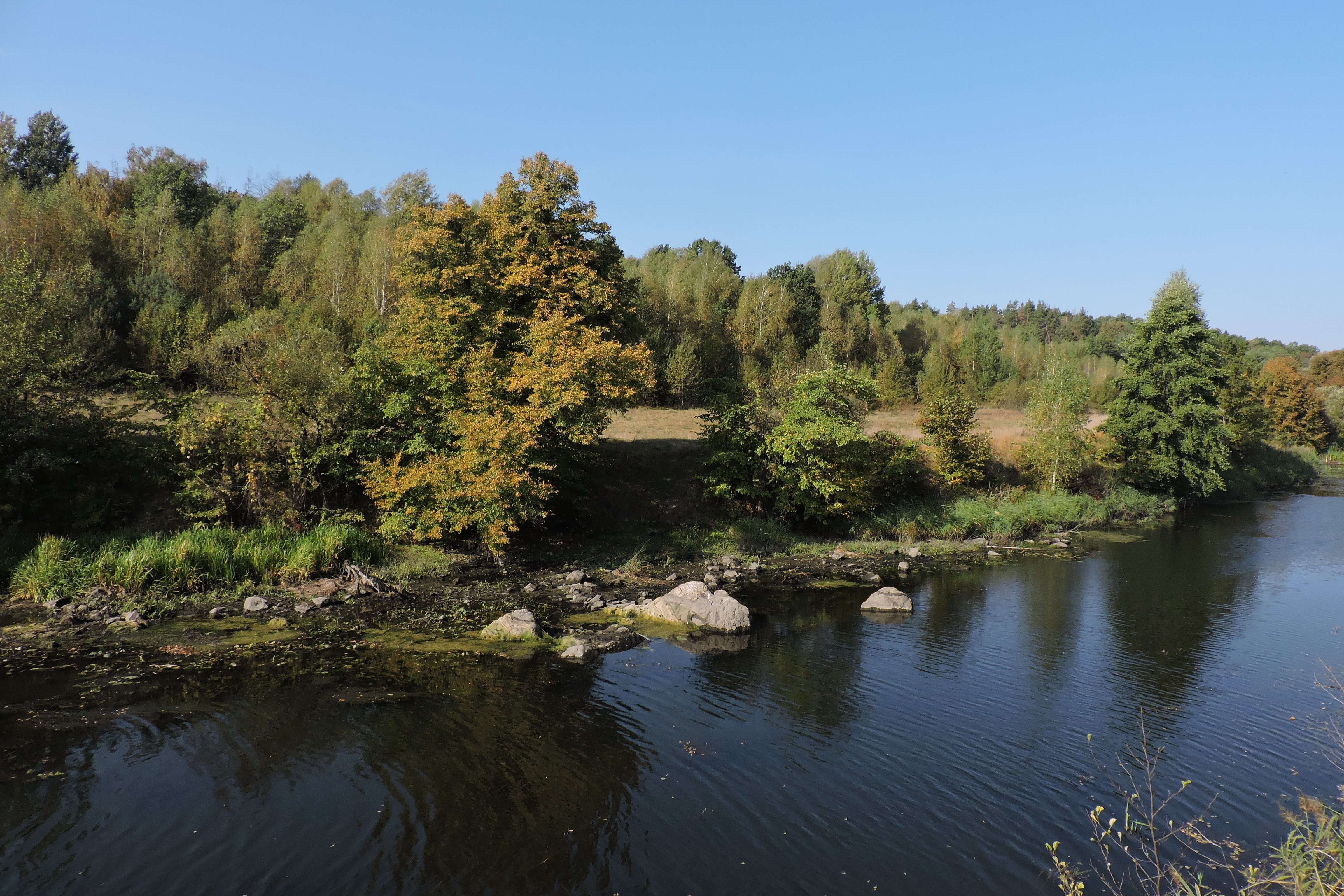
Заказник Малі і Великі Луки. Вид з берега р. Кам'янка

Селом протікає річка Кам'янка.

## Історія
У 1906 році село Миропільської волості Новоград-Волинського повіту Волинської губернії. Відстань від повітового міста 46 верст, від волості 8. Дворів 41, мешканців 275.
7 (20) листопада 1917 року, відповідно до Третього Універсалу Української Центральної Ради, увійшло до складу Української Народної Республіки.
Село постраждало в часі Голодомору 1932—1933 років, за різними даними, померла 71 людина.
12 червня 2020 року, відповідно до розпорядження Кабінету Міністрів України № 727-р «Про визначення адміністративних центрів та затвердження територій територіальних громад Хмельницької області», увійшло до складу Полонської міської територіальної громади.
19 липня 2020 року, в результаті адміністративно-територіальної реформи та ліквідації Полонського району, село увійшло до складу Шепетівського району.

## Пам'ятки
Малі і Великі Луки — ландшафтний заказник місцевого значення, який розташовано поруч з селом.

## Населення

### Мова
Розподіл населення за рідною мовою за даними перепису 2001 року:
| Мова       | Кількість | Відсоток |
| ---------- | --------- | -------- |
| українська | 268       | 99.26%   |
| російська  | 2         | 0.74%    |
| Усього     | 270       | 100%     |